# Rohloff (Unternehmen)
Die Rohloff AG ist ein deutsches Unternehmen aus Fuldatal bei Kassel, welches Fahrradkomponenten herstellt. Das Unternehmen wurde 1986 von Barbara und Bernhard Rohloff (1950–2023) zur Produktion der S-L-T 99 gegründet, einer Fahrradkette für Kettenschaltungen. Die Messevorstellung der S-L-T 99 Kette erfolgte auf der IFMA 1988.

## Unternehmensgeschichte und Produkte

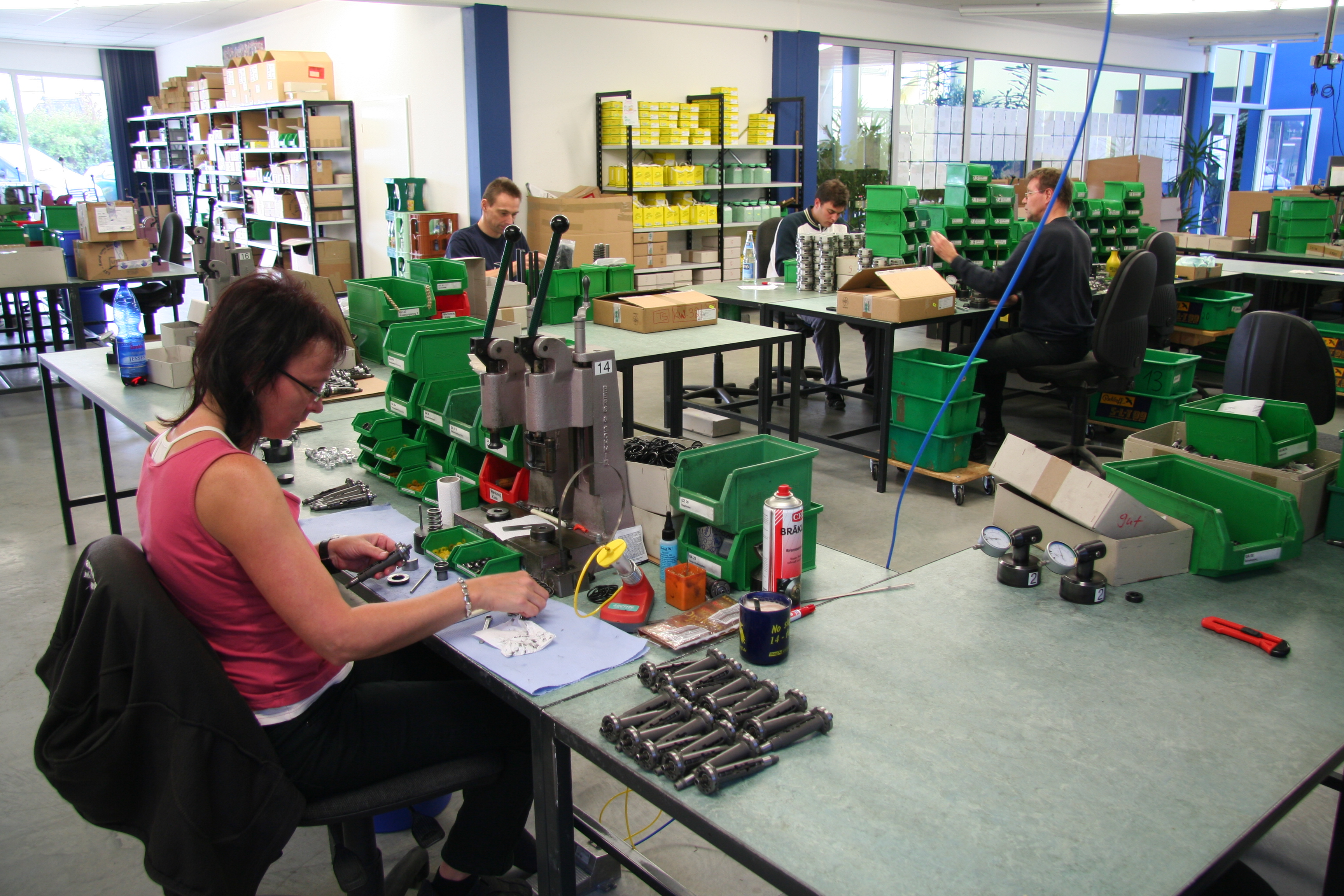
Produktion der Speedhub 500/14

Nachdem sich die S-L-T 99 gut am Markt durchsetzen konnte, stieg 1990 der italienische Hersteller Campagnolo bei Rohloff ein, was zur Folge hatte, dass die nächsten vier Jahre alle Gruppen von Campagnolo mit Ketten von Rohloff ausgerüstet wurden.
Nach vier Jahren der Zusammenarbeit war der Kunde Campagnolo daran interessiert, bessere Preise für die Ketten zu erzielen, während der Investor Campagnolo mehr Rendite wünschte. Dieser Widerspruch führte im Jahr 1994 zur Trennung der Unternehmen, Rohloff kaufte den 40-%-Anteil zurück. 2010 wurde die Schaltkettenproduktion eingestellt, weil Rohloff keine Möglichkeit sah, die Kettenqualität für zehn- und elffache Zahnkranzpakete anzubieten, die sowohl bei E-Bikes als auch bei Rennrädern aufkamen.
In den nächsten Jahren wurde die Produktpalette um Spezialwerkzeug wie das Kettennietwerkzeug „Rohloff Revolver“, Verschleißlehren für Ketten und Kränze, sowie eine Kettenschmiervorrichtung (Lubmatic) und 1994 – im Jahre der Trennung von Campagnolo – um das dazugehörige biologisch abbaubare Kettenschmieröl „Oil of Rohloff“ erweitert.
1996 wurde auf der IFMA die Getriebenabe Speedhub 500/14 vorgestellt, für die das Unternehmen heute in erster Linie bekannt ist. Es ist die einzige am Markt erhältliche Fahrradnabenschaltung mit 14 Gängen, die eine herkömmliche Kettenschaltung hinsichtlich Reibungsverlusten und Übersetzungsumfang vollwertig ersetzen kann. Bis 2008 stellte Rohloff rund 20.000 Nabenschaltungen her. Seit Einführung der Speedhub stieg der Umsatz des Unternehmens beständig auf circa 10 Mio. Euro im Jahr 2009. Bis 2024 wurden etwa 400.000 Stück dieser Getriebenabe produziert.
Rohloff selbst wurde 2004 von einer GmbH in eine Aktiengesellschaft umgewandelt und beschäftigt derzeit etwa 50 Mitarbeiter (Stand: 2018).
Auf der Eurobike 2017 wurde die Rohloff E-14, eine elektronische Steuerung für die Speedhub, für Bosch E-Bikes vorgestellt und erhielt den Eurobike Gold Award 2017.
Gemäß der Unternehmensphilosophie werden sämtliche Produkte und Einzelteile in Deutschland hergestellt. Zulieferunternehmen übernehmen hierbei die Teileherstellung, die anschließend bei Rohloff montiert und dann an Fahrradhersteller, den Fachhandel und Importeure verschickt werden. Die Produktentwicklung erfolgt bei Rohloff selbst, ebenso die Montage der Produkte. Die Herstellung der Einzelteile wird durch rund 150 Zulieferunternehmen aus Deutschland ermöglicht.
Der Firmengründer Bernhard Rohloff verstarb am 19. Mai 2023 im Alter von 73 Jahren nach längerer Erkrankung.

### Werk 1

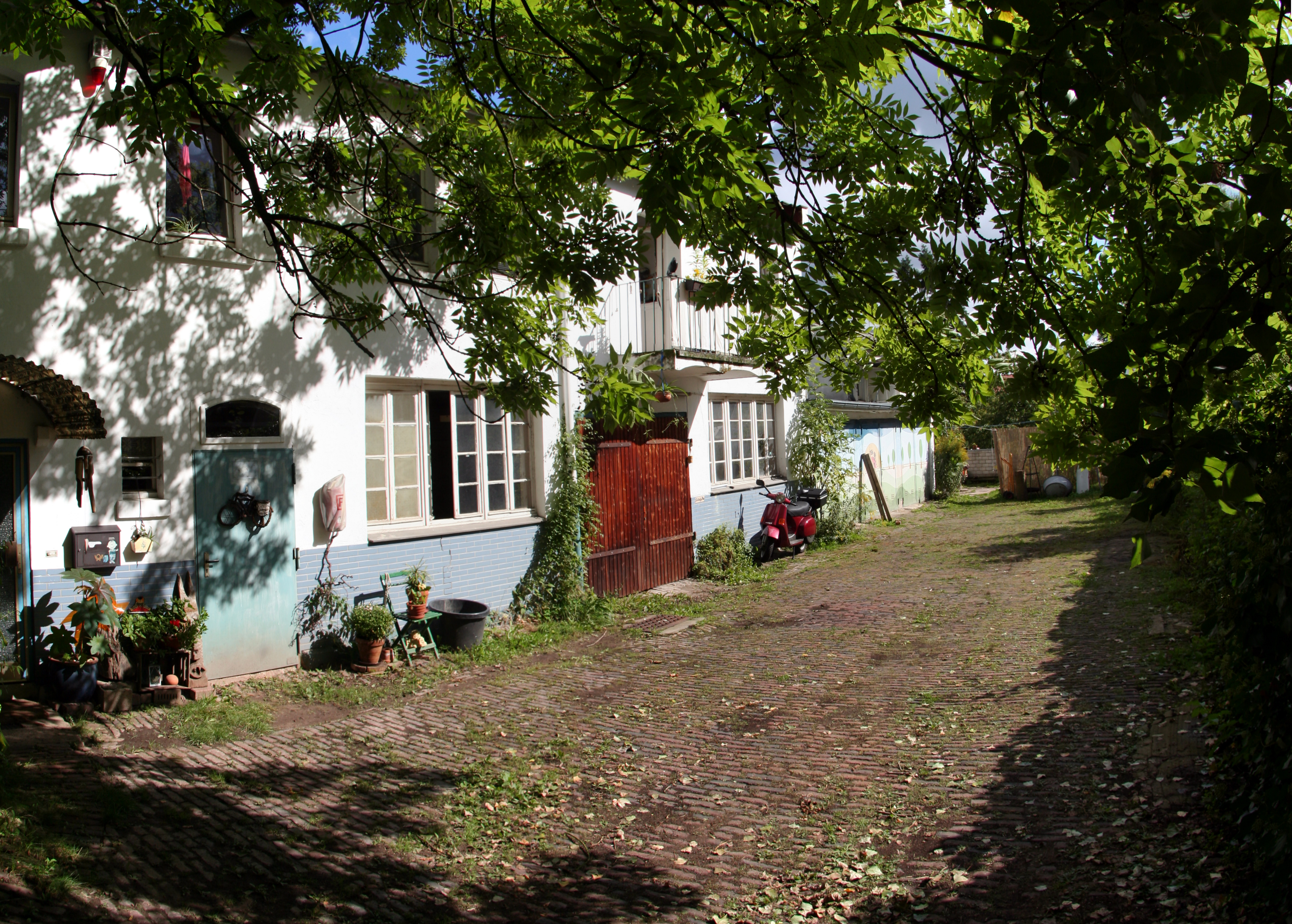
Hinterhofwerkstatt (Werk 1) im Herbst 2010

Rohloff begann 1988 in einem ehemaligen Pferdestall auf einem Hinterhof in der Kasseler Nordstadt in der Mönchebergstraße 30 mit der Produktion der Neunfachkette S-L-T 99, die ihrer Zeit weit voraus war, da erst fünf Jahre später die erste Neunfachschaltung von Shimano auf den Markt kam. Da diese Kette jedoch abwärtskompatibel zur damals serienmäßigen Achtfachschaltung und entgegen den Herstellerangaben und Konkurrenzprodukten kompatibel zu allen am Markt existierenden Schaltsystemen war, wurde sie zu einem großen Erfolg. Ab 1989 produzierte das kleine Unternehmen in diesem Hinterhof im Dreischichtbetrieb bis zu 10.000 Ketten pro Monat.
Die damals den Radsport beherrschenden Fahrer Greg Lemond und Miguel Indurain fuhren in dieser Zeit Ketten von Rohloff und gewannen damit die Tour de France. Da damals jeder Campagnologruppe eine Rohloff-Kette S-L-T-99 beilag, wurde der Unternehmensname schnell weltweit bekannt.
Die damaligen Marktführer Shimano, Suntour und Sachs produzierten Ketten, die speziell auf ihre Schaltungsgruppen abgestimmt waren. Damit wurde versucht, den Kunden langfristig an eigene Produkte zu binden. So wurde behauptet, dass die Schaltungen nur in Verbindung mit den eigenen Ketten funktionieren können. Auf der IFMA 1988 stellte Rohloff seine Kette vor, die am Messestand gleichzeitig über Achtfachkränze von Hügi, Shimano und Campagnolo schaltete. In den folgenden Jahren wurde die Rohloff-Kette zum „Geheimrezept“ der Fahrradmonteure, da sie weitaus williger und sauberer schaltete als die Originalketten der Hersteller.
Während Shimano und Sachs eigene Ketten anfertigten und vermarkteten, suchte Campagnolo 1990 nach einer Schaltungskette für seine Antriebsgruppen. Vier Jahre lang beteiligte sich Campagnolo zu 40 % an der damaligen Rohloff Gesellschaft für antriebstechnische Entwicklungen GmbH, Rohloff lieferte wöchentlich 2000 Ketten nach Italien.

### Werk 2

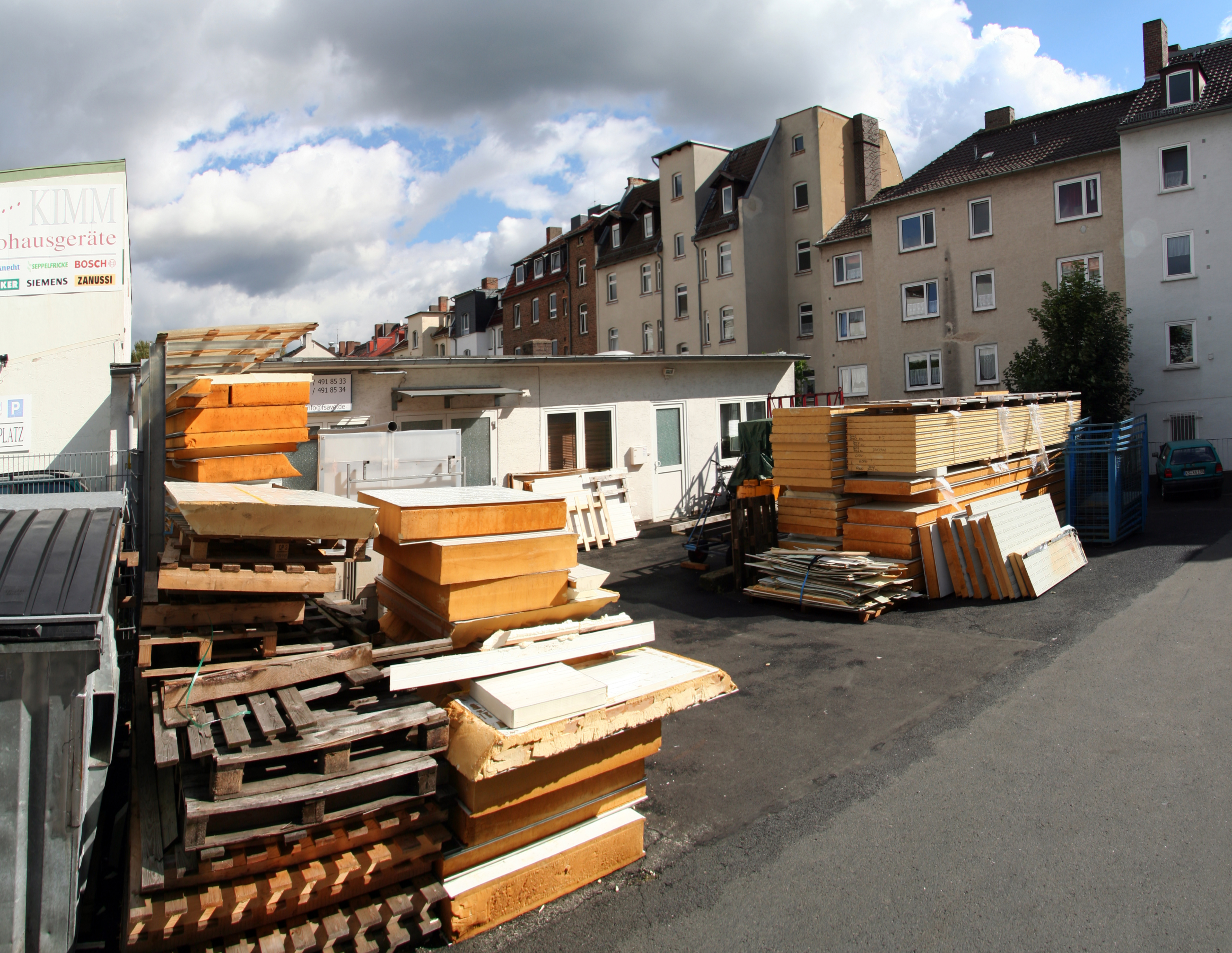
Werk 2 (2010)

Mit Beginn der Serienproduktion der Schaltungsnabe Speedhub wurden die Betriebsräume auf dem Hinterhof zu eng, Rohloff mietete zusätzlich eine Halle wenige hundert Meter entfernt an. Diese zusätzliche Halle ermöglichte zwar einen vorübergehenden Beginn der Serienproduktion, es war aber abzusehen, dass dies keine langfristige Lösung sein kann.
Die Produktion an den getrennten Standorten erfolgte von 1998 bis 2004. Die Produktionsverhältnisse ließen eine weitere Steigerung der Produktion nicht mehr zu, deshalb erfolgte 2004 der Umzug an den heutigen Unternehmensstandort.

### Werk 3

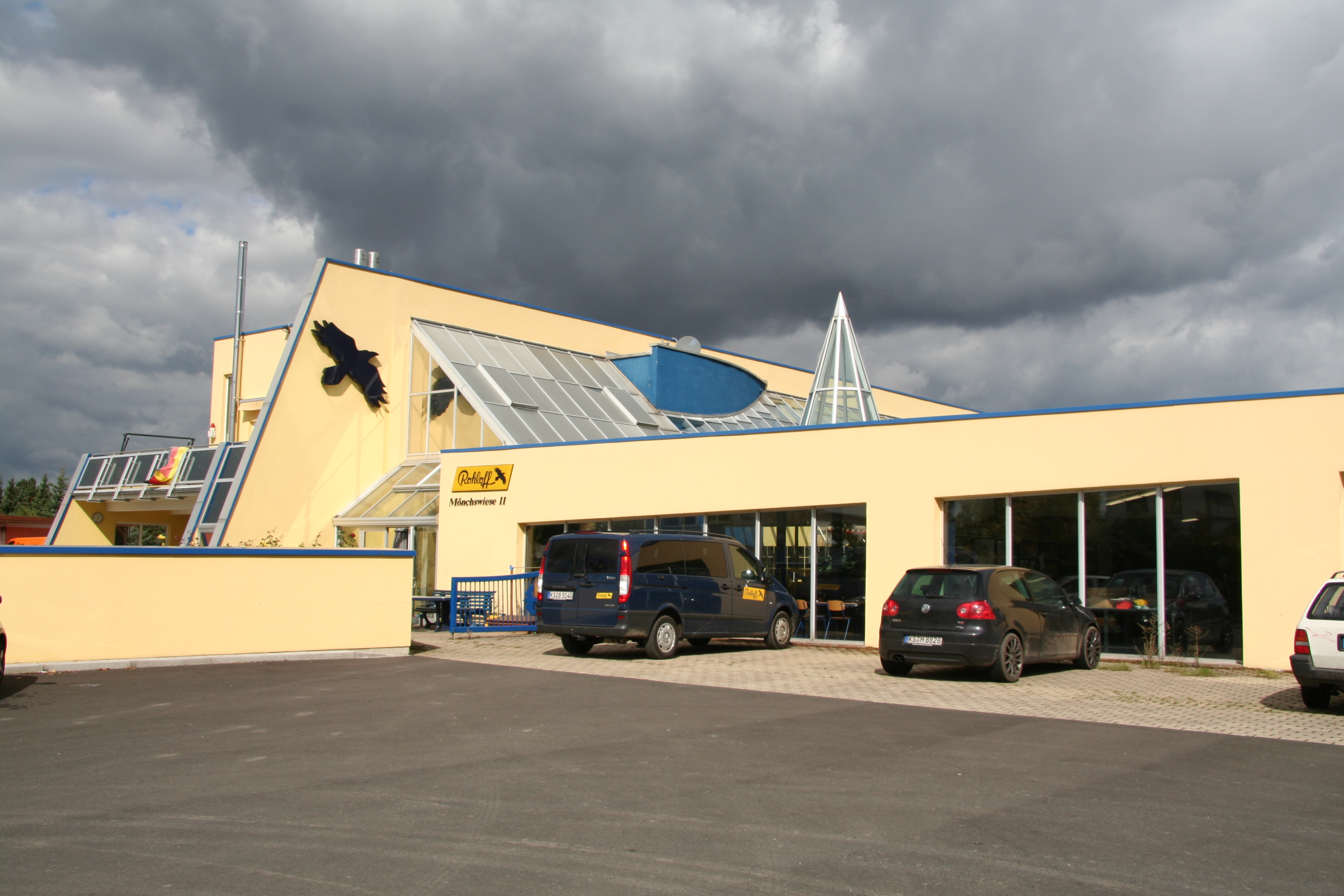
Heutiger Produktionsstandort

Der heutige Unternehmenssitz befindet sich in einem Gewerbegebiet von Fuldatal.

## Trivia
- Das Symbol des Unternehmens Rohloff ist ein fliegender Rabe auf gelbem Grund.
- Das Unternehmenslogo wurde quasi lebendig, als im März 1995 eine aus dem Nest gefallene Rabenkrähe mit dem Namen „Rohloff“ in dem Unternehmen aufgezogen wurde. Wegen seiner Streiche erlangte der frei fliegende Kollege im Stadtteil hohe Popularität. Seitdem ist die Pflege verwaister Krähenküken fester Bestandteil im Betriebsablauf geworden.